# Lwowski Państwowy Instytut Sztuki Dekoracyjnej i Stosowanej im. Iwana Trusza
Lwowski Państwowy Instytut Sztuki Dekoracyjnej i Stosowanej im. Iwana Trusza (ukr. Львівський державний коледж декоративного і ужиткового мистецтва імені Івана Труша) – ukraińska uczelnia we Lwowie kształcąca specjalistów w dziedzinie sztuki. Została założona w połowie XIX wieku, wielokrotnie była reorganizowana i przemianowywana, ale zgodnie z zachowanymi dokumentami kontynuuje tradycje działającej przed 1939 uczelni polskiej – Szkoły Przemysłowej we Lwowie. Dopuszcza absolwentów do drugiego poziomu akredytacji.

## Historia

### Szkoła rzemiosła
Początki uczelni sięgają 1853, wówczas Izba Gospodarcza wydała pozwolenie na działalność niedzielnej szkoły przemysłowo-handlowej, która miała nauczać rzemiosła, prowadzenia działalności wytwórczej i handlowej. W 1859 finansowania szkoły podjął się lwowski magistrat, a od 1862 dofinansowywanie przekazywało w formie darowizn wiele lwowskich instytucji handlowych. Zainteresowanie kierunkiem działalności i liczba chętnych do nauki spowodowały, że w 1866 statut nowej szkoły działającej w pełnym wymiarze został zatwierdzony przez gubernatora. Obie szkoły zaczęły prowadzić wykłady wieczorowo w dni powszednie, ale nowa szkoła posiadała trzy wydziały – chemiczny, budowlany i mechaniczny. W 1869 połączono je w jedną uczelnię, do grona finansujących dołączyła gmina. Na początku 1870 rada szkoły opracowała plan reorganizacji programu nauczania, ponieważ dotychczasowy był na niskim poziomie, ale aby go wdrożyć w życie niezbędne było zwiększenie finansowania. Stanowisko Ministerstwa Edukacji i Religii w Wiedniu było negatywne, jako argument podawano, że w Galicji jedna uczelnia tego typu działająca w Krakowie jest wystarczająca. W 1876 przy uczelni powstało Muzeum Przemysłowe oraz działająca przy nim szkoła rysunku i modelowania, równocześnie razem z dawną szkołą majstrów budowlanych stała się kanwą powstania jednej, większej uczelni.

### 1876-1892

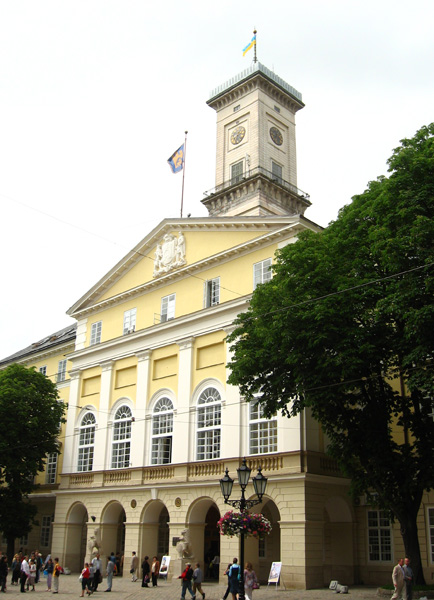
Lwowski ratusz był siedzibą w szkoły w latach 1877–1892

Za datę powstania szkoły, która zapoczątkowała istnienie instytucji edukacyjnej będącej początkiem działającej do dziś uczelni przyjmuje się dzień 18 grudnia 1876, kiedy to austro-węgierskie Ministerstwo Edukacji i Religii wydało pozwolenie na uruchomienie przy Muzeum Przemysłowym Powszechnej Szkoły Przemysłowej Rysunków i Modelowania. Inicjatorami jej powołania były Rada Miejska, Muzeum Przemysłowe, cechy rzemieślnicze, Rada Krajowa i profesorowie filozofii Uniwersytetu Lwowskiego. Priorytetowym zdaniem nowej szkoły było przygotowywanie młodzieży do studiów na uczelniach technicznych. Kierownikiem i jednym z wykładowców został pedagog i artysta malarz Wincenty Tschirschnitz (1839-1897), wspólnie z Feliksem Mikulskim i Władysławem Kłapkowskim tworzyli radę szkoły. Zajęcia rozpoczęły się we wrześniu 1877 w budynku Muzeum Przemysłowego przy ulicy Kurkowej 23a (obecnie Mykoły Łysenki), ale już po dwóch miesiącach obie instytucje zostały przeniesione do budynku lwowskiego ratusza, gdzie zajęły część trzeciego piętra w północnym skrzydle. W tym okresie była to szkoła typowo rzemieślnicza, prowadziła na wydziale budowlanym kursy półroczne dla murarzy, cieśli i kamieniarzy, roczne dla ślusarzy i stolarzy budowlanych, na wydziale przemysłu artystycznego kursy hafciarstwa, koronkarstwa, a na wydziale malarstwa i rzeźbiarstwa kursy rysunku i modelowania. W 1882 szkoła zmieniła nazwę na C. K. Szkoła dla Przemysłu Artystycznego, równocześnie uruchomiono na wydziale przemysłu artystycznego nowe kierunki tj. stolarstwo meblowe, snycerstwo i tokarstwo. Trzy lata później rada miasta zaczęła rozważać uzyskanie dla szkoły statusu instytucji państwowej, po zwróceniu się w tej sprawie do Ministerstwa Edukacji i Religii otrzymano do wypełnienia listę wymogów, które uczelnia musiałaby spełnić. Należały do nich otrzymanie działki budowlanej, na której zostanie wybudowany samodzielny gmach dla celów edukacyjnych i zapewnienie częściowego stałego finansowania przez miasto. W zamian ministerstwo zapewniło dofinansowanie wysokości 400 tysięcy złotych rocznie, a to sprawiło, że miasto zaczęło stopniowo spełniał postawione wymagania. Na początku marca 1890 prezydent Lwowa Edmund Mochnacki osobiście pojechał do Wiednia, gdzie zajmował się załatwianiem formalności, które pozwoliłyby nadać szkole status państwowej. Wizyta odniosła sukces, rok później szkoła opuściła ratusz i wprowadziła się do budynku zajmowanego przez szkołę majstrów budowlanych i otrzymała nazwę C. K. Państwowa Szkoła Przemysłowa. W tym samym roku odwiedził szkołę przebywający wówczas we Lwowie cesarz Franciszek Józef I.

### 1892–1919

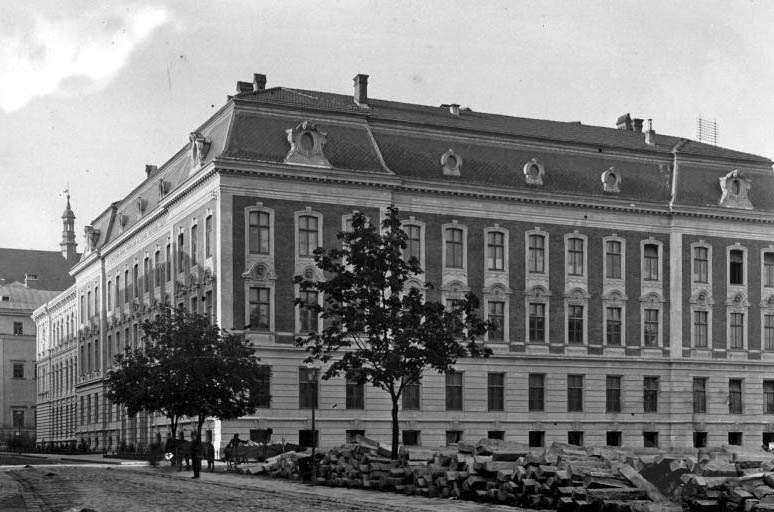
Gmach Szkoły Przemysłowej projektu Gustawa Bisanza

Wizyta cesarza prawdopodobnie miała wpływ na przeznaczenie na potrzeby szkoły własnej siedziby przy ulicy Teatralnej 17. 20 stycznia 1893 dyrektorem został architekt Zygmunt Gorgolewski, szkoła posiadała wówczas dwa wydziały – sztuki i budownictwa. Każdego roku szkoła publikowała sprawozdania ze swojej działalności, a poziom nauki często otrzymywał bardzo pozytywne oceny w publikacjach. Wobec panującego na początku XX wieku boomu budowlanego władze Namiestnictwa wydały zezwolenie, aby wszyscy absolwenci szkoły, którzy nie kontynuowali nauki na innej uczelni otrzymywali pozwolenia na projektowanie i kierowanie pracami budowlanymi na poziomie zawodowym architekta. Taka sytuacja sprawiła, że zawodowi architekci, którzy byli absolwentami uczelni technicznych zgłosili oficjalny sprzeciw żądając ustawy, która wprowadziłaby rozróżnienie kompetencji architektów i budowniczych tj. absolwentów szkół przemysłowych. Sprawa była wówczas na bieżąco omawiana w prasie fachowej, ale najwięcej publikacji ukazywało się w wydawanym przez Towarzystwo Politechniczne „Czasopiśmie Technicznym”, to samo Towarzystwo oraz Koło Architektów Polskich zablokowały całkowicie możliwość wstępowania w ich szeregi uczniom szkół przemysłowych. Częste były przypadki utrudniania im podejmowania pracy w administracji publicznej, a przede wszystkim w strategicznej dla Austro-Węgier służbie kolejowej. Taka sytuacja tylko potwierdzała wysoki poziom nauczania w szkołach przemysłowych działających we Lwowie, Pradze, Czerniowcach i Krakowie. Inną kwestią był fakt, że absolwenci szkół przemysłowych projektowali i kierowali budową budynków powstających w mniejszych miastach i na prowincji. W 1904 na czele szkoły stanął krakowski architekt i konserwator sztuki Zygmunt Hendel, w roku szkolnym 1910/1911 po raz pierwszy rozpoczęto nauczanie na Wydziale Technicznym, który nie miał nic wspólnego ze sztuką. Po wybuchu I wojny światowej gmach zajęło wojsko, a szkoła początkowo działała w budynku Instytutu Technicznego przy ulicy Wiktora Bourlarda 5 (wcześniej Krzywa, obecnie Ostapa Nyżankiwskiego).

### Dwudziestolecie

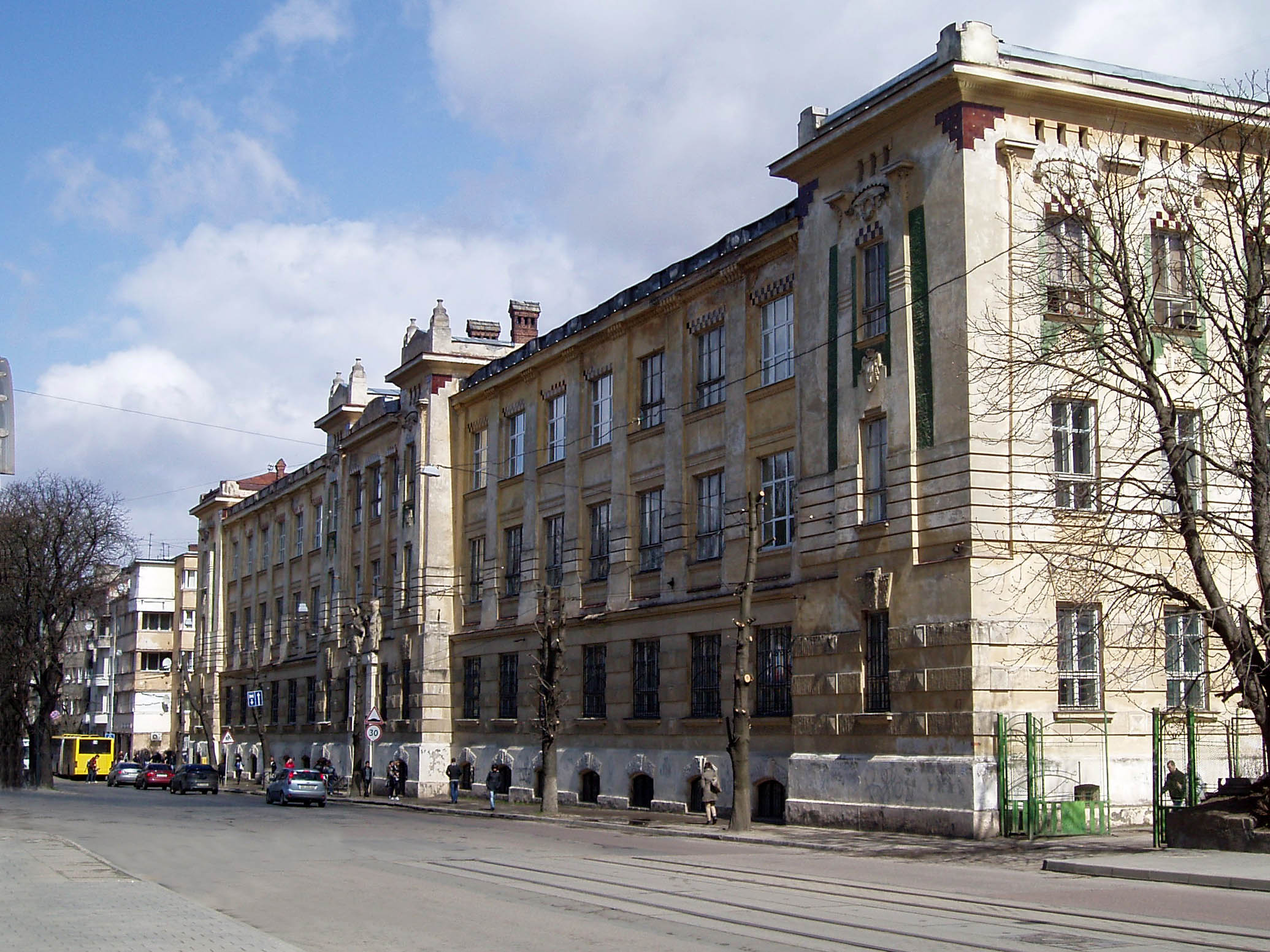
Gmach szkoły projektu Władysława Sadłowskiego

W 1919 dyrektorem szkoły został architekt i rzeźbiarz Władysław Kłapkowski, ale już po roku zastąpił go Walerian Kryciński. Władze polskie przeprowadziły wówczas reformę szkolnictwa zawodowego i ukierunkowały szkołę w stronę nauki przedmiotów technicznych, w 1929 po raz kolejny zmieniono jej nazwę na Państwową Szkołę Techniczną im. Stanisława Szczepanowskiego. W tym okresie do grona wykładowców należeli m.in. grafik Ludwik Tyrowicz, rzeźbiarz Marian Wnuk oraz introligator Aleksander Semkowicz. W połowie lat 30. XX wieku zauważono potrzebę kształtowania ochrony artystycznej umiejętności nauczanych w szkole, to sprawiło, że w 1938 wydział artystyczny przekształcono w oddzielna instytucję tj. Państwowy Instytut Sztuk Plastycznych.

### II wojna światowa
Po wkroczeniu Armii Czerwonej i zajęciu Lwowa przez władzę radziecką Instytut przetrwał tylko do końca 1939, a następnie został zdegradowany do poziomu szkoły zawodowej, ale pozostawiono bez zmian skład osobowy kadry nauczycielskiej. Po zajęciu miasta przez okupanta hitlerowskiego szkołę podzielono na dwie równoległe, jedna posiadała język wykładowy ukraiński, druga polski. Szkołą ukraińską kierował Mychajło Osinczuk, a następnie Jewhen Nahirnyj, natomiast na czele szkoły polskiej stał Józef Starzyński. Na początku kierunki rzeźbiarski i tkacki były dla obu szkół wspólne, podczas egzaminowania absolwentów wcześniejszych kursów automatycznie przypisywano na wyższy poziom nauczania, dotyczyło to m.in. uczęszczających do szkoły zawodowej w okresie radzieckim. W budynku przy ulicy Chrzanowskich 9 obecnie Mychajły Werbyckiego powstał internat, a współistnienie obu szkół było pokojowe. Duży wpływ miały przyjacielskie relacje obu dyrektorów, którzy wcześniej pracowali w jednej szkole. W 1943 uczniowie obu szkół zorganizowali wspólną wystawę dorobku artystycznego. Poziom artystyczny szkoły ukraińskiej nie zadowalał władz okupacyjnych, w związku z tym zmienili jej profil na techniczny równocześnie zmieniając nazwę na Techniczna zawodowa szkoła budownictwa, a w styczniu 1944 przenieśli ją do budynku przy ulicy Janowskiej (Tarasa Szewczenki). Wyjątek stanowili uczestnicy ostatniego kursu, którym pozwolono ukończyć szkołę rzemieślniczą, do egzaminu końcowego dopuszczono 23 słuchaczy. Z okresu okupacji hitlerowskiej nie zachowały się dokumenty dotyczące działalności szkoły, a literatura radziecka pomija ten czas. Jedyne informacje pochodzą ze wspomnień absolwentów, którzy spisywali je na emigracji.

### Okres radziecki
Po ponownym wkroczeniu do Lwowa Armii Czerwonej i ustanowieniu władzy radzieckiej wiosną 1944 przywrócono działalność Szkoły Rzemieślniczo-Przemysłowej, a jej dyrektorem został architekt A. Kurenko. Dwa lata później przekształcono ją w Instytut Sztuk Stosowanych i Dekoracyjnych, który powstał na bazie dotychczasowej szkoły, ale przyjmował uczniów po ukończeniu szkoły podstawowej. Istniały plany likwidacji placówki, ale w 1949 zarzucono je, wprowadzono typowy dla ZSRR program szkoły zawodowej oraz zmieniono nazwę na Lwowską Szkołę Sztuk Stosowanych. W 1951 dyrektorem została W. Tarasowa, w tym okresie sytuacja szkoły uległa poprawie oraz przywrócono działalność internatu przy ulicy Tarasa Szewczenki 49. 20 czerwca 1956 patronem szkoły został Iwan Trusz, w kolejnych latach poziom nauczania stopniowo wzrastał, a prace uczniów wystawiano na wielu wystawach w republikach ZSRR. Do stałego elementu nauczania weszły praktyki letnie, na pierwszym poziomie nauczania były to prace w plenerze, na drugim zwiedzanie ośrodków sztuki ludowej m.in. Kołomyja, Kosmacz, Kosów. Na trzecim i czwartym kursie przeprowadzano praktyki twórczości w drewnie, ceramice lub innych materiałach zgodnie z profilem kursu. Podczas piątego kursu uczniowie odwiedzali najważniejsze muzea, które posiadały kolekcje artystyczne i sztuki ludowej. Osłabienie wpływów ideologicznych pozytywnie wpłynęło na poziom nauczania, w roku szkolnym 1963/1964 wprowadzono nowy przedmiot '„Podstawy kompozycji”, który oparto na nowoczesnej, stosowanej w Europie metodyce nauczania. W 1975 dyrektorem został Bohdan Kocaj.

### Współczesność
Od 1993 szkoła staje się uczelnią na poziomie I i II stopnia akredytacji, jej absolwenci uzyskują tytuł młodszego specjalisty lub bakałarza (licencjata) (4 lub 6 lat nauki). Od uzyskania przez Ukrainę niepodległości obchodzony jest dzień szkoły, odbywa się to 14 października – greckokatolickie święto Najświętszej Marii Panny, jest to dzień otwarty, odbywa się wówczas uroczysta akademia, koncert muzyczny, a w muzeum wystawiane są prace uczniów.

## Wydziały
- Grafika przemysłowa. Kontynuuje tradycje założonego w 1966 wydziału dekoracji, w 1996 został on podzielony na wydział grafiki przemysłowej i architektury reklamowej i reklamy przestrzennej;
- Architektura reklamowa i reklama przestrzenna. Początkowo był częścią wydziału dekoracyjnego, w czasach władzy radzieckiej nauczano reklamy i ekspozycji towarów handlowych, obecnie na wydziale tym naucza się reklamy w środowisku architektonicznym, reklamy wizualnej, tworzenia elementów małej architektury, architektury wnętrz i przestrzeni wystawienniczej, reklamy ulicznej;
- Restauracja malarstwa olejnego i grafiki. Jest to najmłodszy wydział, powstał w 1992. Przez pierwsze dziesięć lat wykonano restaurację ok. stu obrazów z kolekcji Lwowskiej Galerii Sztuki. Od 1999 współpracuje z uczelniami z Polski, m.in. podczas restauracji kościoła dominikanów w Żółkwi miały miejsce polsko-ukraińskie praktyki, podczas których Polacy restaurowali rzeźby, a Ukraińcy malowidła. W 2000 studenci restaurowali dekorację na pochodzących z 1897 diakońskich drzwiach w cerkwi z 1725 we wsi Semiriwka;
- Rzeźba. Powstał w 1892, wśród wykładowców byli Tadeusz Wiśniowiecki i Juliusz Wojciech Bełtowski. Wśród absolwentów należy wymienić Zygmunta Kurczyńskiego, Jana Bolesława Góralczyka, Kazimierza Kłakowicza, Włodzimierza Koniecznego, Grzegorza Kuźniewicza, Roberta Lovella, Edmunda Pliszewskiego, Nikodema Herolda i S. Capka;
- Rzeźba użytkowa (stolarstwo). Powstał w 1882;
- Tkactwo użytkowe. Powstał na początku XX wieku, poza tkactwem uczono koronkarstwa i haftu;
- Obróbka metali. Powstał w 1882, istniał do 1940. W 1966 ponownie został uruchomiony, początkowo w pomieszczeniach kamienicy przy Rynku 13, a następnie w siedzibie uczelni na ulicy Snopkowskiej;
- Sztuki malarskiej. Powstał w 1882, absolwenci tego wydziału brali udział w dekorowaniu licznych lwowskich budynków przed 1939. Działalność wydziału przywrócono w 1949, od tego czasu 338 studentów ukończyło tam naukę;
- Haft artystyczny. Powstał w 1886, początkowo uczył kobiety koronkarstwa i haftu, zlikwidowany w 1944. W 1976 ponownie został uruchomiony;
- Ceramika artystyczna. Powstał w 1882, podstawową specjalnością była ceramika budowlana, kaflarstwo i garncarstwo. Na początku z braku własnych pieców i wyposażenia laboratorium i pracowni zajęcia praktyczne odbywały się w fabryce Jana Lewińskiego. Po 1944 wykłady ukierunkowano naukę na ceramikę artystyczną, sprowadzono wykładowców z Moskwy i Leningradu. Poziom nauki wzrósł znacznie od czasu, gdy wykładowcą został Taras Drahan. Wprowadzono nowy sposób nauczania i przedmiot „Podstawy kompozycji”, udoskonalono metody wypalania ceramiki.

## Muzeum
W jednej z sal uczelni działa muzeum prac studenckich, wśród zbiorów znajduje się kilka prac pochodzących z początku działalności szkoły. Należą do nich wyroby pochodzące z wydziałów rzeźby dekoracyjnej, tokarstwa i stolarki. Do eksponatów należą zachowane drewniane dekoracyjne fryzy, kapitele, wyroby tworzone w stylu secesji, meble z elementami dekoracyjnymi wykonywane pod kierunkiem Juliusza Bełtowskiego. Znajduje się tam również dekoracyjny wazon wykonany przez Zinowija Berezę w 1956 na 700-lecie miasta, ceramiczna waza wykonana przez S. Tawołrzańską na 80 rocznicę istnienia uczelni w 1956, rzeźba Macierzyństwo L. Sliny, ozdobna szkatułka „Na Iwana Kupała” M. Zai (1981), ponadto znajdują się tam liczne dary i nadania. Od 1977 prowadzona jest księga pamiątkowa dla odwiedzających, niestety muzeum szkolne nie spełnia wymagań, aby traktować je jako placówka wystawiennicza ponieważ ma zbyt małą powierzchnię, nieodpowiednie oświetlenie oraz zbyt małe wyposażenie wystawowe.

## Budynki

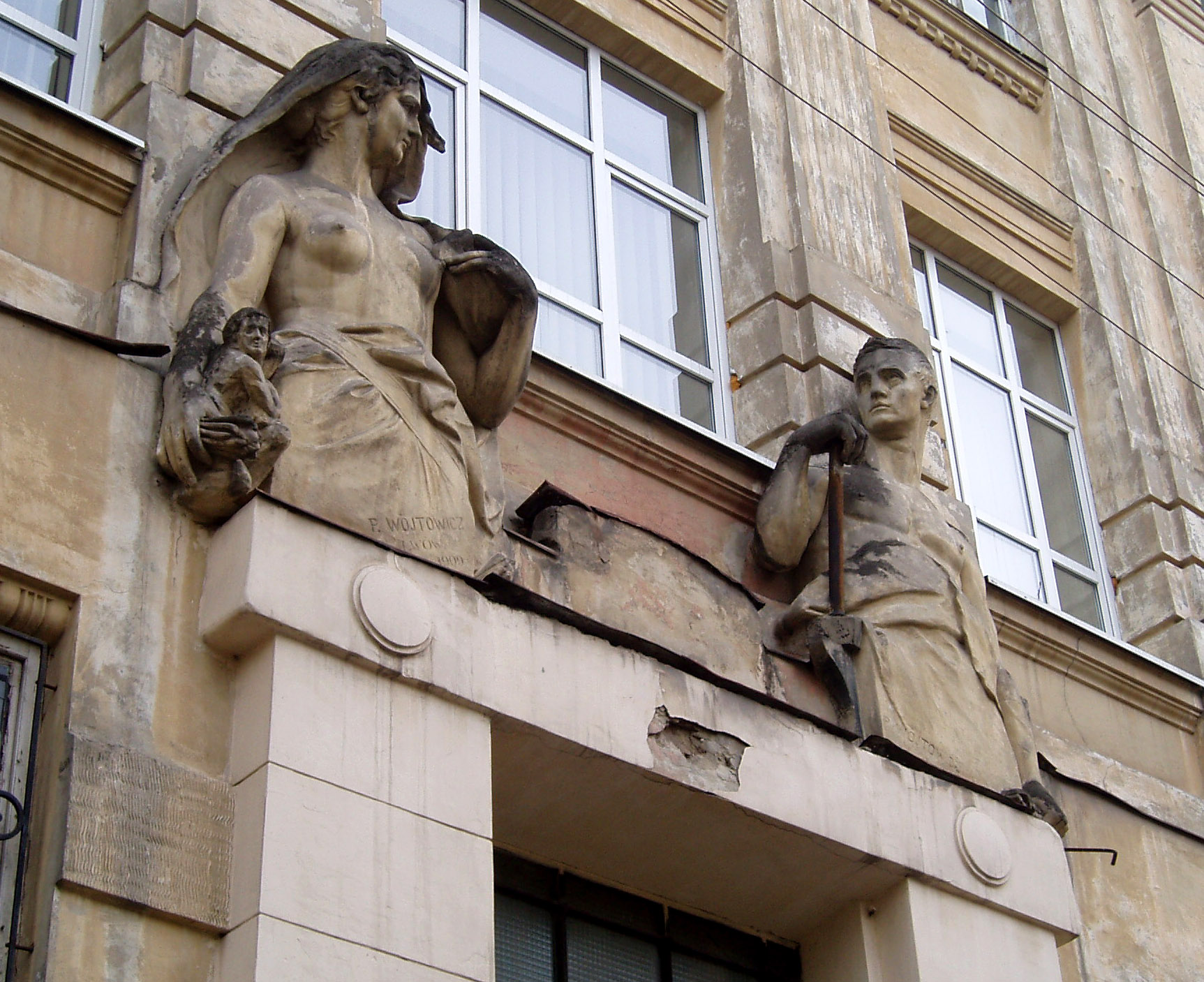
Główne wejście do gmachu przy ul. Snopkowskiej 47 zdobi portal z alegoriami Sztuki i Przemysłu dłuta Piotra Wójtowicza

Przez długi czas szkoła nie posiadała własnej siedziby, początkowo funkcjonowała w budynku Towarzystwa Strzeleckiego, a następnie zajmowała część trzeciego piętra lwowskiego ratusza. W 1881 powstał wstępny plan ulokowania szkoły w dawnym klasztorze franciszkanów blisko Muzeum Przemysłowego. Kolidował on z planem budowy nowego teatru miejskiego (opery), który również miał znajdować się w tym rejonie. W takiej sytuacji nie zmieściłyby się tam pomieszczenia dla Muzeum Przemysłowego, oraz należałoby wyburzyć budynek archiwum map. W pierwszej połowie lat 80. Ludwik Wierzbicki i Alfred Kamienobrodzki zaprojektowali wspólny budynek dla Szkoły Przemysłowej i Muzeum, który zajmował mniej miejsca niż dwa osobne. Zaprojektowany budynek posiadał jedną wadę, nie było możliwości potencjalnej rozbudowy. Do tego doszedł problem braku funduszy i niejasnych praw własności do gruntu, ostatecznie projekt ten nie został zrealizowany. W 1880 obchodzono uroczyście czterdziestą rocznicę panowania cesarza, z tej okazji Galicyjska Kasa Oszczędności przeznaczyła kwotę 150 tysięcy złotych na budowę gmachu szkoły. W 1885 rada miasta przekazała plac na terenie ścisłego centrum, równocześnie zorganizowano konkurs architektoniczny, do którego przystąpili Alfred Kamienobrodzki, Gustaw Bisanz oraz spółka Jana Dolińskiego i Bronisława Bauera. Wygrał projekt trzypiętrowego gmachu w stylu neobarokowym zaprojektowany przez Gustawa Bisanza, który po kilku modyfikacjach został zatwierdzony do realizacji w czerwcu 1890. Budową kierowała spółka Jana Dolińskiego i Gustawa Bisanza, a nadzór w imieniu magistratu sprawowali Juliusz Hochberger i Grzegorz Perzański. Rzeźbiarską dekorację elewacji i hallu zaprojektował Piotr Harasimowicz, na elewacji znajdowało się dwanaście popiersi artystów sztuki oraz trzynaście herbów cechów rzemieślniczych działających we Lwowie. Na frontonie od strony ulicy Teatralnej znajdował się napis „C.K. Państwowa Szkoła Przemysłowa im. Cesarza Franciszka Józefa I” oraz godło Austro-Węgier, herb Lwowa i wizerunek mrówki – symbol pracowitości. Zaplanowano ogrzewanie z centralnych pieców oraz oświetlenie gazowe, które zostało uznane przez specjalistów z Wiednia za niwłaściwe, negatywnie ocenili również stopień doświetlenia pracowni, zwłaszcza znajdujących się w suterenie. Zwrócono uwagę na niedostateczne odwodnienie budynku, po dokonaniu korekt budynek został poświęcony i przekazany do użytkowania 7 października 1892.
Dość szybko okazało się, że austriaccy specjaliści mieli rację, a w 1904 po budowie Muzeum sytuacja uległa pogorszeniu. Zaprojektowane w nowatorski sposób ogrzewanie nie spełniało swojej roli i w budynku było zimno, ale mimo tych niedogodności szkoła stale się rozwijała i wkrótce okazało się, że kubatura budynku staje się niewystarczająca. Nowy budynek został zaprojektowany w 1905 przez wykładowcę szkoły profesora Władysława Sadłowskiego, dwa lata później po modyfikacjach Adolfa Weissa rozpoczęto budowę gmachu przy ulicy Snopkowskiej, na parceli przekazanej przez radę miejską. Główny budynek został zbudowany na planie litery L, dłuższy, główny korpus znajdował się od strony ulicy. Na jego zapleczu znajdowały się warsztaty. Nad głównym wejściem do budynku znajduje się ozdobny portal z alegoriami Sztuki i Przemysłu dłuta Piotra Wójtowicza. W bryle budynku wyraźnie zauważalny jest wpływ wiedeńskiego architekta Otto Wagnera, został poświęcony i oddany do użytku 7 czerwca 1910. Stary budynek szkolny przy ulicy Teatralnej został w latach 1948–1952 przebudowany według projektu Iwana Persikowa i Henryka Szweckiego-Wineckiego i obecnie znajduje się w nim Wydział Ekonomii Uniwersytetu Lwowskiego im. Iwana Franki. W budynku na Snopkowskiej oprócz Lwowskiego Państwowego Instytutu Sztuki Dekoracyjnej i Stosowanej im. Iwana Trusza mieści się obecnie Lwowska Narodowa Akademia Sztuki oraz Technikum Kolejowe. W kwietniu 2001 podczas remontu jednej z sal techniku odkryto pod tynkiem malowidło ścienne „Ukrzyżowanie Jezusa”, poddano je konserwacji. Ustalono, że ma rozmiary 194 × 210 i pochodzi z lat 20. i zostało wykonane przy pomocy klejowej tempery ze złoceniami. W kolejnym roku odkryto zdobienia ścienne na korytarzu i klatce schodowej.